# Miltochrista variata
Miltochrista variata là một loài bướm đêm thuộc phân họ Arctiinae, họ Erebidae.